# Netluky

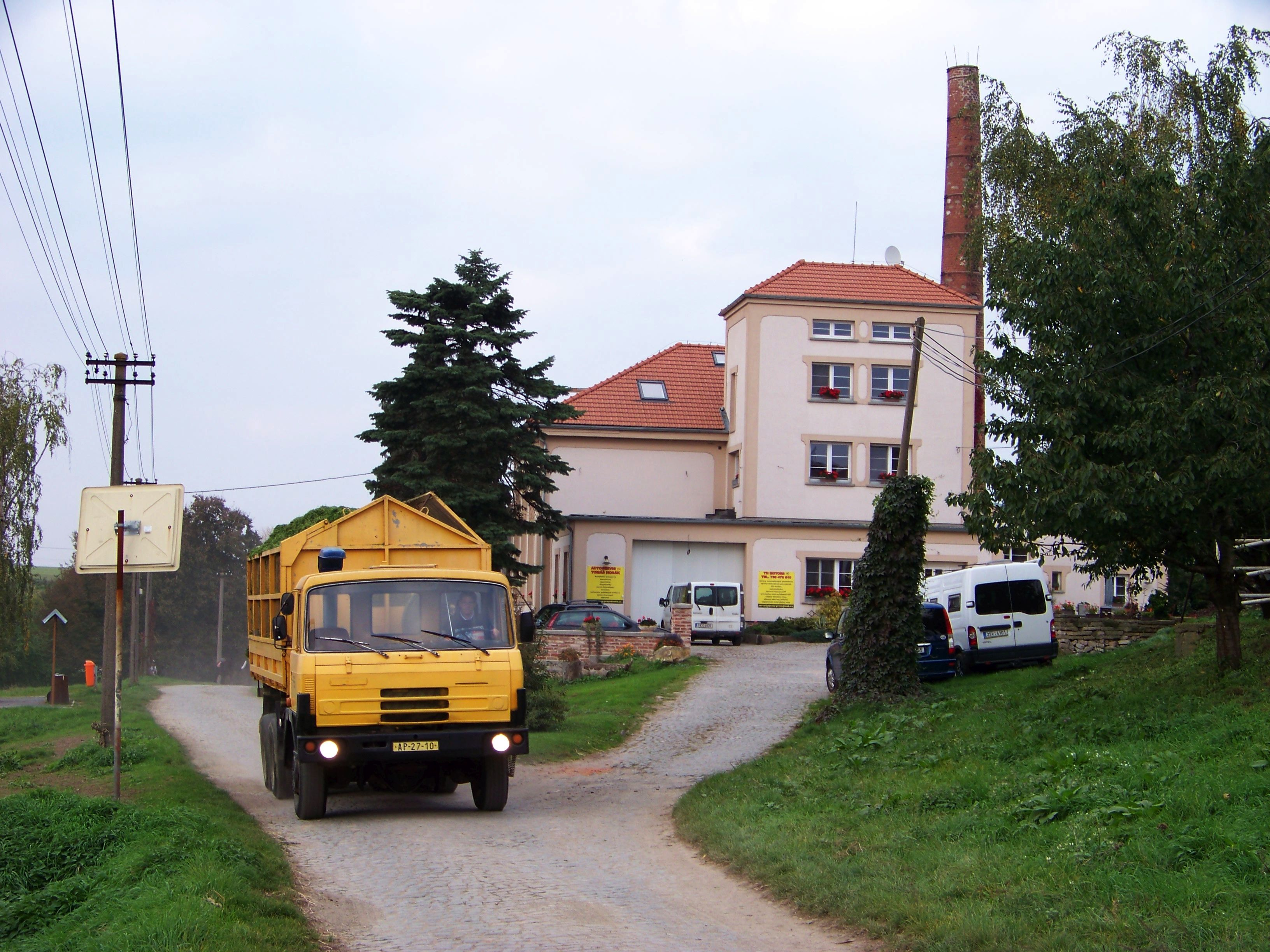
Bývalý lihovar z roku 1935 ze staré silničky na Dubeč

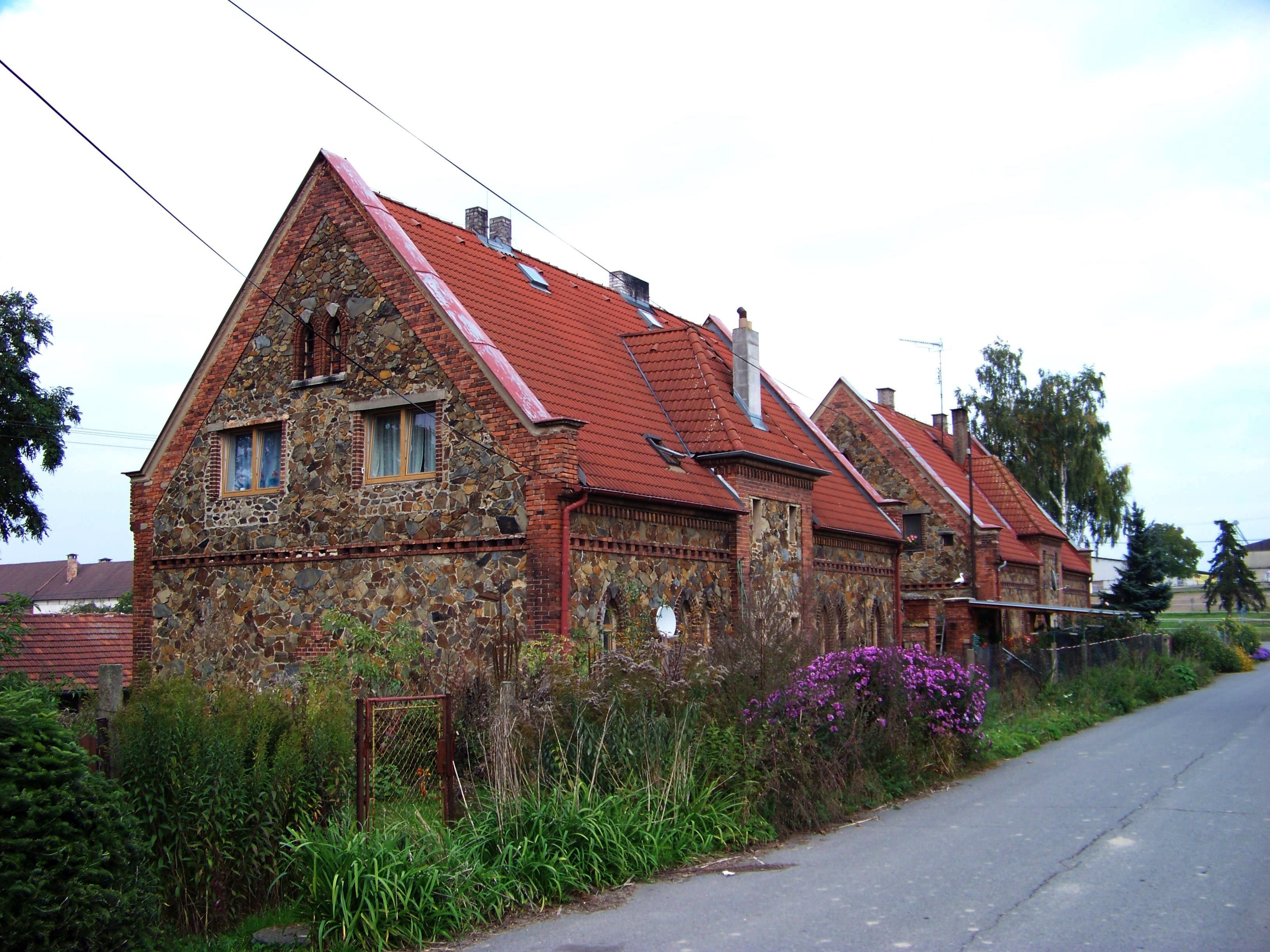
Pseudogotické domky

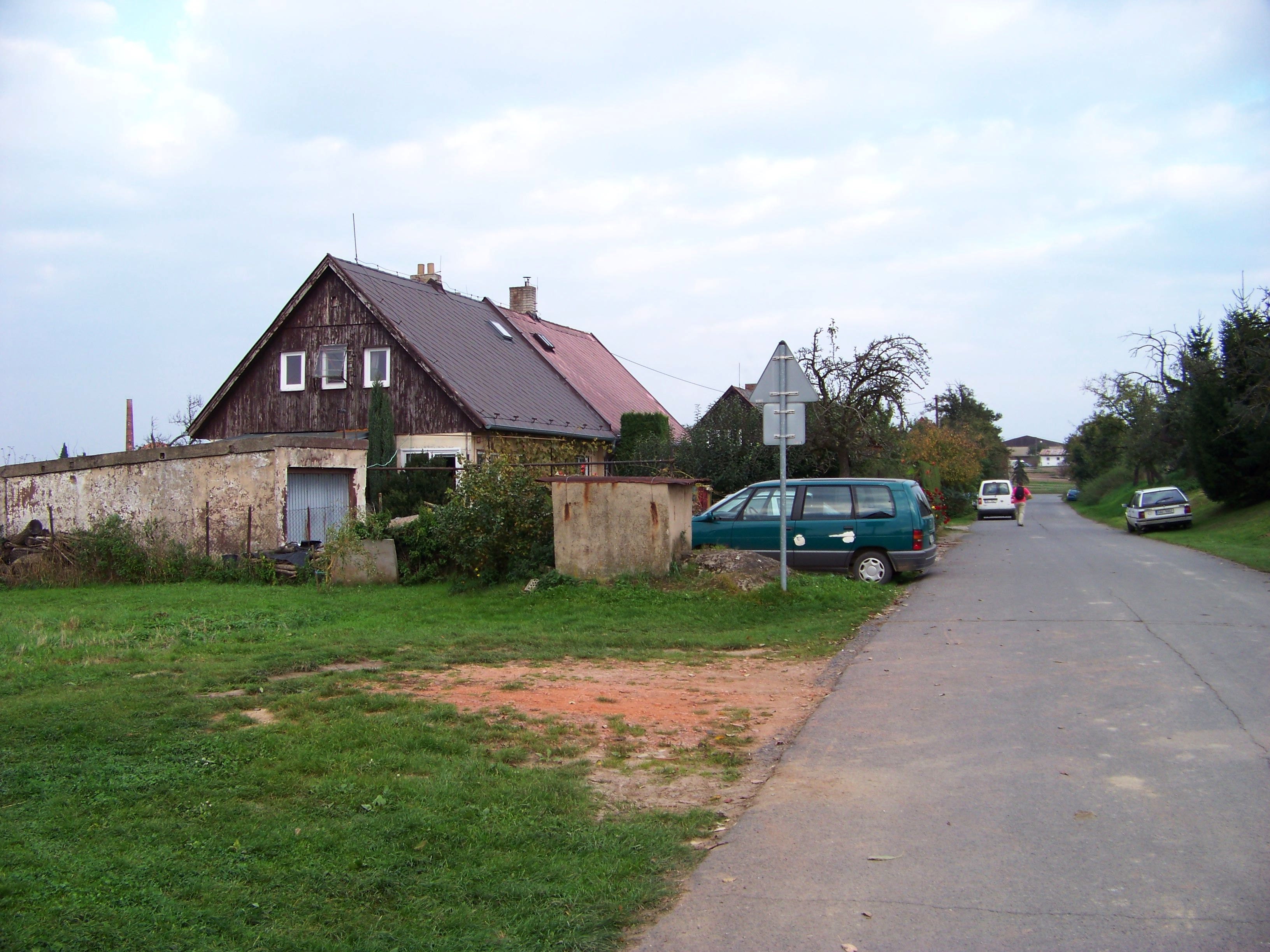
Obytné domky při cestě od Dubečku

Netluky jsou malá převážně hospodářská osada v rámci pražské čtvrti Uhříněves. Leží na plochém hřebeni mezi Rokytkou a Říčankou, u silnice vedoucí z východní části Uhříněvsi na Hájek, Koloděje a Běchovice.

## Historie
Roku 1386 je zde zmiňovaná ves pod názvem Pnětluky. Jméno je zřejmě odvozeno od dřevorubecké činnosti, tedy sekání pňů.
Počátkem 16. století patřily ke statku Dubeč. Roku 1639 byla ves vypleněna švédskými vojsky a již nebyla obnovena. Roku 1667 připojeny k Uhříněvsi.
Ještě v průběhu 17. století nebo počátkem 18. století založili Lichtensteinové na místě původní vesnice barokní hospodářský dvůr. Nejstarší známé zobrazení dvora a jeho okolí je na mapě A. B. Klausnera z let 1715–1718. Dvůr byl kolem poloviny 18. století přestavěn do dnešní podoby, přičemž již nedošlo ke změnám půdorysného uspořádání. Dominantou dvora je bývalý lihovar s továrním komínem. Počátkem 20. století vznikla u dvora opět malá osada.
Podle map z 19. století ležely Netluky při silnici do Dubče, která vedla při západní straně dvora; dnešní silnice kolem východní strany dvora do Hájku ještě neexistovala, byť krajinu protkávala síť polních cest. Severně od dvora ležela dvojice rybníků – větší, východnější z nich byl zrušen.
Až do roku 1918 vlastnili areál v rámci bývalého uhříněveského panství Liechtensteinové, od kterých přešel do státního vlastnictví. Roku 1920 statky Uhříněves a Netluky a mlýn v Podlesku získala na dvacet let do nájmu Vysoká škola zemědělská při pražském vysokém učení technickém, dne 21. února 1923 však škola usedlost od státu odkoupila. Areál používala pro studentské praxe.
Lihovar byl vybudován až roku 1935 jako součást školního statku Vysoké školy zemědělského a lesního inženýrství, a to díky velkorysému daru Družstva hospodářských lihovarů. Stavbu lihovaru prosazoval zejména profesor Antonín Nýdrle už od roku 1920, ale bránilo jí ustanovení lihového zákona z roku 1919, které zakazovalo zřizování nových hospodářských lihovarů v řepařských krajinách; nový lihový zákon z roku 1932 podmínku uvolnil. Projektantem lihovaru byl stavební ústav Zemědělské jednoty za vedení prof. dr. Theodora Petříka.
V září 1938 zde bylo aktivováno polní letiště. Od 14. září do 5. října se zde nacházela Polní letka 42.
V roce 1953 areál hospodářského dvora přešel na Výzkumný ústav živočišné výroby, který si k tomu vybudoval ještě komplex nových budov jižně od původního hospodářského dvora.

## Popis
V Netlukách je evidováno celkem 17 adres, v nichž je název Netluky použit jako název ulice. Centrum osady tvoří hospodářský dvůr s barokním jádrem. Starý dvůr má čtvercový půdorys – východní, severní a jižní křídlo má čp. 56, samostatné západní křídlo má čp. 698. Komplex budovy bývalého lihovaru má čp. 636 a 658, východně od něj stojí nízká budova čp. 633. Podél cesty k Dubečku se nachází deset rodinných domků, a to domky čp. 234, 235 s pseudogotickými prvky a dvojdomky čp. 699 a 700 a 832 až 837. Západně od hlavní silnice při cestě do Královic jsou očíslované domy čp. 746 a 374. Severně, jižně, východně a jihovýchodně od starého dvora se nacházejí haly a další zařízení VÚŽV bez domovních čísel.
Dvůr Netluky je známým střediskem chovu koní. V letech 1921–1932 zde byli ustájeni první koně Převalského a odchována první čtyři hříbata, než se přestěhovali do pražské zoologické zahrady. Jezdecký klub výzkumného ústavu živočišné výroby v Uhříněvsi byl v nové podobě založen kolem roku 1976.
V jižní části Netluk se od roku 1953 nachází rozsáhlý areál Výzkumného ústavu živočišné výroby (experimentální stáj pro dojnice a chov prasat), VÚŽV vlastní komplexní experimentální základu a účelové hospodářství s 800 ha zemědělské půdy (dříve Školní závod zemědělský UHŘÍNĚVES II.), mimo Netluk ještě v Uhříněvsi a Královicích. Kromě toho využívá detašované pracoviště chovu prasat v Kostelci nad Orlicí.
V Netlukách je zastávka autobusových linek Pražské integrované dopravy. Východně od Netluk má podle plánu vést rychlostní silnice Pražský okruh. Přes Netluky vede červeně značená turistická trasa u Uhříněvsi do Královic. V krajině kolem Netluk je poli vedena síť zpevněných polních cest, na nich jsou značeny cyklotrasy A 239, A50 a A24.